# سیارک ۸۳۰۸
سیارک ۸۳۰۸ (به انگلیسی: 8308 Julie-Melissa، نامگذاری:1996HD13) هشت هزار و سیصد و هشتمین سیارک کشف شده‌است که در ۱۷ آوریل ۱۹۹۶ کشف شد.
قدر مطلق سیارک برابر ۱۴٫۷۰ است.